# Schlacht bei Vlotho
Wallerfangen – Dömitz – Haselünne – Wittstock – Rheinfelden – Breisach – Wittenweiher – Vlotho – Ochsenfeld – Chemnitz – Bautzen – Freiberg – Riebelsdorfer Berg – Dorsten – Preßnitz – La Marfée – Wolfenbüttel – Kempener Heide – Schweidnitz – Breitenfeld – Tuttlingen – Freiburg – Philippsburg – Jüterbog –  Jankau – Herbsthausen – Alerheim – Brünn – Korneuburg – Totenhöhe – Hohentübingen –  Triebl – Zusmarshausen – Wevelinghoven – Dachau –  Prag
Die Schlacht bei Vlotho oder auch benannt als Schlacht bei Valdorf war eine Schlacht im Dreißigjährigen Krieg in der Phase des Schwedisch-Französischen Krieges (1635–1648). Sie fand am 17. Oktober 1638 statt, nahe dem Eiberg im heutigen Nordrhein-Westfalen im heutigen Vlothoer Stadtteil Valdorf / Beerenkämpen.

## Vorgeschichte der Schlacht
1638 zog Kurfürst Karl I. Ludwig von der Pfalz in Begleitung seines Bruders Ruprecht mit einem Heer von 1.700 Mann, das mit englischem Geld finanziert worden war, von der schwedisch besetzten Stadt Minden nach Stadtlohn, um sich dort mit dem schwedischen General James King zu treffen und sich mit dessen aus 6.000 Mann bestehendem Heer zu vereinigen. Die Feldherren beschlossen, gemeinsam die Stadt Lemgo, ca. 20 km südlich von Vlotho, zu belagern und zu besetzen. Lemgo wurde am 4. Oktober erreicht und die aus Minden herbeigeschafften Geschütze für die geplante Belagerung passend in Stellung gebracht. Zur gleichen Zeit sammelte auf der gegnerischen Seite bei Düsseldorf Feldmarschall Melchior Graf von Hatzfeldt ein Reichsheer, das gemäß dem Prager Frieden aus kaiserlichen und kursächsischen Truppen bestand und eine Stärke von etwa 8.000 Mann hatte. Mit diesem Heer marschierte Hatzfeldt nach Lemgo, um die Stadt zu entsetzen.

## Verlauf der Schlacht
Schon bei Bielefeld, ca. 25 km westlich von Lemgo, kam es zwischen Kavallerie-Spähtrupps der beiden feindlichen Heere zu ersten Gefechten, in denen die schwedisch-pfälzische Kavallerie siegreich blieb. Nachdem sich aber das anrückende kaiserliche Heer mit weiteren Kavallerietruppen unter Oberst Graf Westerholt verstärkt hatte, war das schwedisch-pfälzische Belagerungs-Heer stark bedroht. Um eine für die absehbare Schlacht günstigere Ausgangsposition zu finden, wurde deshalb die Belagerung von Lemgo am 16. Oktober abgebrochen. James King und Karl Ludwig blieben aber bei der Annahme, dass Hatzfeld mit dem kaiserlichen Heer nach Lemgo vorstoßen würde und setzten die schwedische Artillerie und den Tross Richtung Norden zum Rückzug nach Minden mit der Anweisung in Marsch, auf dem Weg nach Minden die Gohfelder Werrebrücke – ca. 5 km westlich von Vlotho zu überqueren. Hatzfeld aber hatte seine Reiterei unter Westerholt direkt nach Gohfeld geschickt, um die Werrebrücke zu zerstören und den schwedischen Rückzug zum Stützpunkt Minden zu verhindern. Damit konnte der Tross des schwedischen Heeres die Werre nicht überqueren und war blockiert.
Als am nächsten Tag gegen zwei Uhr nachmittags, das schwedisch-pfälzische Heer eintraf, sah es sich wenig südlich von Vlotho bei der Kirche von Valdorf nicht nur der kaiserlichen Reiterei unter Westerholt gegenüber, sondern auch
dem gesamten kaiserlich-sächsischen Heer, aufgestellt in voller Schlachtordnung. Die folgende dreistündige Schlacht wurde mit einem sehr wirksamen Geschützfeuer der kaiserlich-sächsischen Truppen eröffnet, dem das schwedisch-pfälzische Heer nichts entgegensetzen konnte. Den ersten Angriff des kaiserlichen Heeres konnten die schwedisch-pfälzischen Söldner abwehren, ohne dass aber eine eigene Schlachtordnung aufgebaut werden konnte. Nach zwei weiteren Angriffswellen der kaiserlich-sächsischen Truppen geriet das schwedische pfälzische Heer im sumpfigen Gelände in Auflösung und wurde, als den Söldnern auch noch die Munition ausging, bis zur Weser bei Vlotho zurückgetrieben. Beim Versuch, schwimmend über die Weser zu entkommen ertranken viele Söldner. Der pfälzische Kurfürst Karl I. Ludwig, der im sechsspännigen Wagen die Weser durchqueren wollte, rettete sich schwimmend, während Kutscher und Pferde ertranken. Gemeinsam mit dem schwedischen General King floh er zu Fuß nach Minden.

## Folgen der Schlacht
- Die Verluste des kaiserlichen Heeres wurden als sehr klein angegeben. Unter den Verlusten war auch der irische Oberst Tirrel.
- Der Kommandeur des kaiserlichen linken Flügels, Generalwachtmeister Peter von Götzen – ein Bruder von Johann von Götzen – wurde am Beginn der Schlacht von einer Kanonenkugel getötet.
- Bei den Kämpfen wurde die Kirche zu Valdorf stark beschädigt und stürzte teilweise ein.[1]

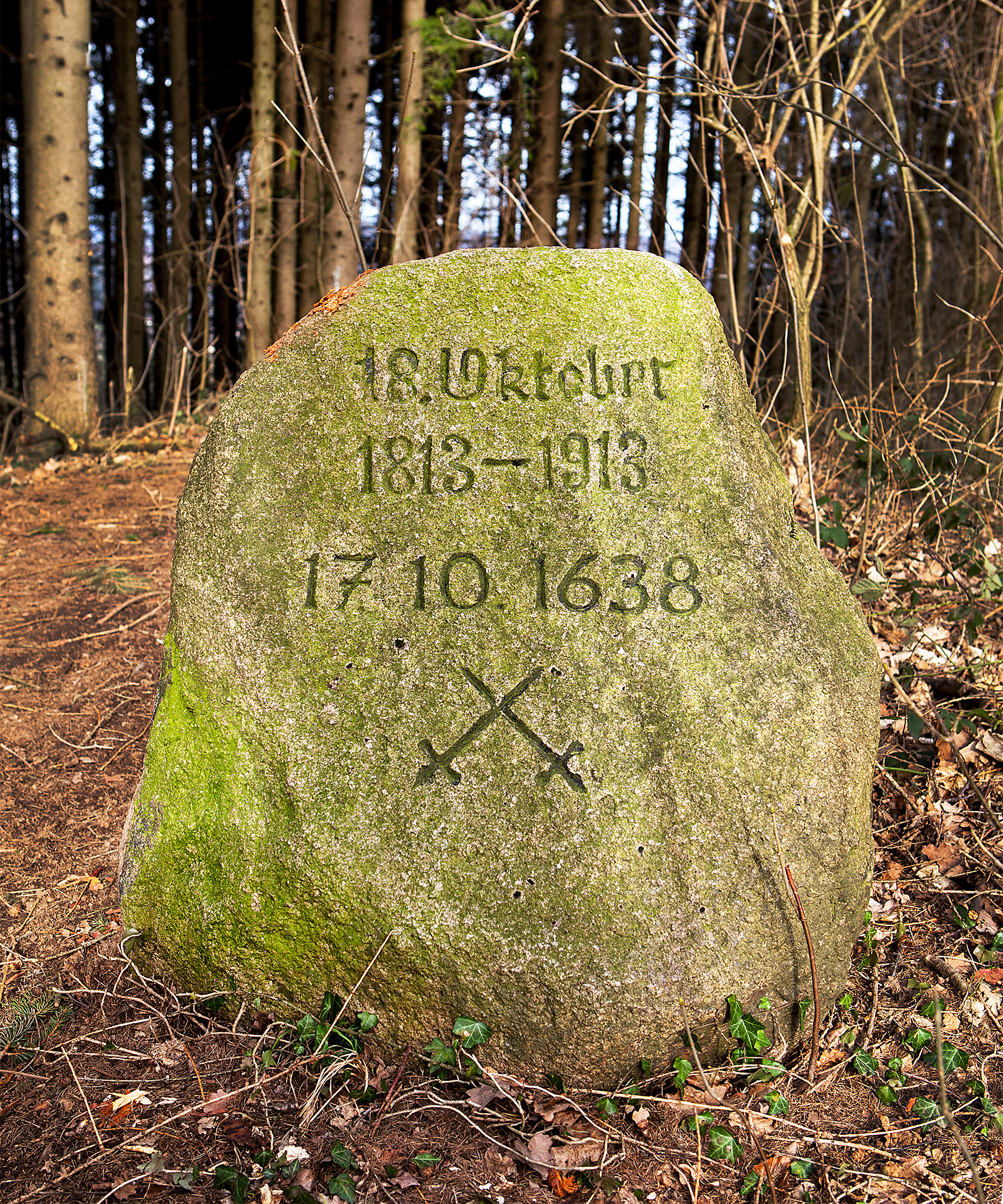
Gedenkstein auf dem Eiberg

- Der Feldzug endete für Kurfürst Karl Ludwig katastrophal, denn sein Heer wurde völlig zerschlagen. Sein Bruder Ruprecht geriet in Gefangenschaft, ebenso Generalleutnant Ferentz und zwei englische Grafen sowie zahlreiche Offiziere und über 1.000 Soldaten.
- Verloren ging die pfälzische Kanzlei, der englische Hosenbandorden des Pfalzgrafen und der Wagen des Zahlmeisters mit 30.000 Talern.
- Die geretteten Söldner des Heeres von Karl Ludwig wurden in andere schwedischen Regimenter eingegliedert.
- Mit dem Verlust des Heeres verlor Karl Ludwig die Möglichkeit, seine Stammlande zurückzuerobern. Erst nach dem Frieden von Münster (1648) bekam er einen Teil seiner Besitzungen zurück. Die Oberpfalz jedoch fiel an Bayern.

## Erinnerungen
Auf dem Eiberg in Valdorf befindet sich ein Denkmal, das 1913 aufgestellt wurde und neben der Schlacht bei Vlotho auch der Völkerschlacht bei Leipzig im Jahr 1813 gedenkt.

## Hinweis zum Namen
In der Literatur findet sich die Schlacht unter verschiedenen Namen:
- Schlacht bei Valdorf[2]
- Schlacht bei Vlotho[3]